# Ole Hansen (atlet)
 Der er flere personer med dette navn, se Ole Hansen.
Ole Hansen (18. april 1933 -) er en tidligere dansk orienteringsløber som løb for Københavns IF.
Ole Hansen deltog i sit første danske mesterskab i 1953 og blev nummer 3, blev dansk mester i orientering 1956 og 1962. Samme med Thorkil Hansen og Finn Faxner blev han dansk mester i stafet 1966. Han har også to gange været dansk mester i feltsport individuelt og en gang for hold. Han debuterede på orienterings landsholdet 1955 til de nordiske mesterskaberne i Finland, bedste internationale resultat var to 2. pladser i Danmark-Sydsverige. Han var med på det danske hold ved de første Europa mesterskaber i Løten, Norge i 1962. Han var på landsholdet ti gange.
Efter karrieren var Ole Hansen var formand for KIFs orienterings afdeling og var første formand og medstifter af OK 73.
Ole Hansen var købmand.